# 잭 휘던
재커리 애덤 "잭" 휘던(영어: Zachary Adam "Zack" Whedon, 1979년 8월 14일 ~ )은 미국의 소설가, 극작가, 만화가이다. 드라마 《데드우드》, 《프린지》에서 일부 에피소드의 각본을 썼다. 작가 톰 휘던의 아들이며, 조스 휘던, 제드 휘던 등의 동생이다.